# British Railways Board
Il British Railways Board (BRB) è stato l'organo di governo delle British Railways (in seguito British Rail) dal 1962 fino alla loro privatizzazione negli anni '90.
Il BRB è stato creato dal Transport Act 1962 dal governo conservatore di Harold Macmillan per assumere le responsabilità ferroviarie della British Transport Commission, che è stata contemporaneamente sciolta. Ha tenuto il controllo della British Railways/British Rail dal 1º gennaio 1963 fino alla privatizzazione guidata dal governo conservatore di John Major ai sensi del Railway Act 1993. È sopravvissuto in forma residua, (BRB (Residuary) Ltd), una controllata al 100% della Strategic Rail Authority (SRA). Attraverso la sua controllata, Rail Property Ltd, mantiene la responsabilità del settore ferroviario non assegnato all'esercizio, ad esempio la base per le linee chiuse nell'ambito del programma Beeching Axe.
Il British Railways Board conserva anche una grande quantità di archivi ferroviari, sotto forma di documenti, mappe, filmati e fotografie, risalenti a prima della nazionalizzazione. Durante la privatizzazione negli anni '90, questi sono stati distribuiti a varie organizzazioni: i film sono andati al British Film Institute di Londra, le fotografie al National Railway Museum (NRM) di York e la maggior parte dei documenti al Public Record Office.